# آلة تعذيب
آلة التعذيب هي كُل آلة أو أداة تستخدم لممارسة التعذيب؛ وعادة ما تكون مصممة خصيصًا لها. يمكن أن تكون أيضًا وسيلة تعذيب لكلٍ الجسدي أو تعذيب نفسي. في العصور الوسطى وأوائل العصر الحديث، تم استخدام أدوات التعذيب، وذلك لغرض استجواب الضحية.
بعض هذه الأدوات، هي أدوات تنفيذ أو طرق أو أجهزة مستخدمة لتنفيذ العقاب البدني أو عقوبة الشرف وتم استخدامها كجزء من التهديدات.
منذ العصور الوسطى، كانت أدوات التعذيب تستخدم في الدول الشمولية أو في النزاعات المسلحة، ولا يزال يتم استخدام أدوات مختلفة لتعذيب السجناء. اتفاقية الأمم المتحدة لمناهضة التعذيب وقد صادقت على 160 دولة عضو في الأمم المتحدة.

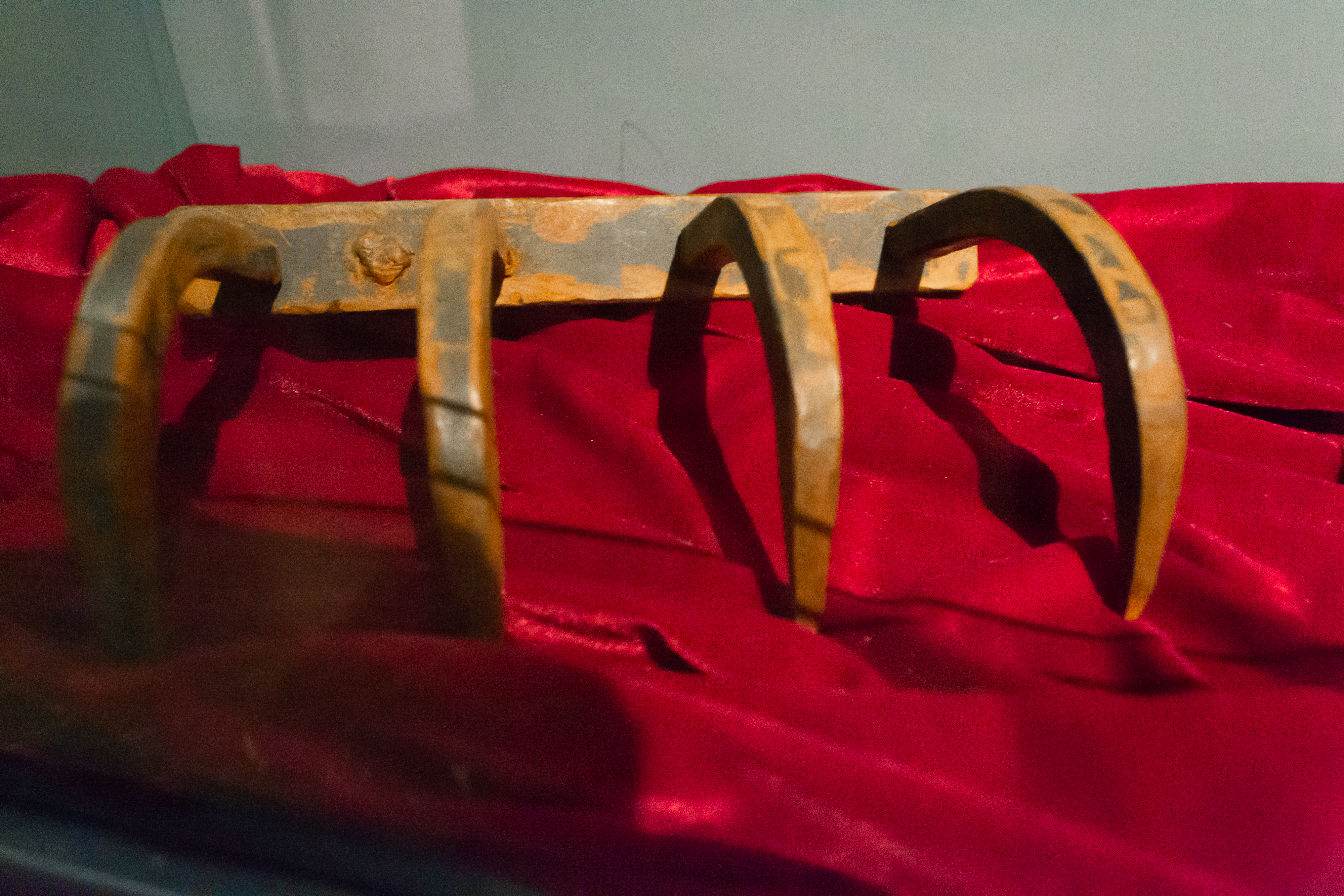
من الامثلة على أدوات التعذيب آلة مخالب القط؛ استُخدمت هذه الأداة في العصور الوسطى لنزع اللحم، وإزالته من العظم في أي جزء من الجسم، مثل الوجه، والظهر، والصدر، إلخ

## حفظ الأدوات
يتم حفظ أدوات التعذيب في نوع من المتاحف يُسمى متحف التعذيب هو متحف يعرض أدوات التعذيب وتاريخ التعذيب واستخدامه في المجتمعات الإنسانية كافة. توجد العديد من متاحف التعذيب في أوروبا في دول كافة.

## أدوات التعذيب حاليًا
ذكرت منظمة العفو الدولية بأنهُ يستمر تسويق وبيع أدوات التعذيب في جميع أنحاء العالم. مثل تصنيع أحزمة الصعق وغيرها من الأصفاد والسترات من قبل عدة شركات. وأضافت بأنهُ يوجد مصنعون مشهورون لهذهِ الأدوات في الولايات المتحدة وأمريكا الجنوبية وسنغافورة والصين، وموردون مشهورون في كُلٍ من الهند وإسرائيل، من بين دول أخرى.

## طالع كذلك
- تعذيب
- متحف التعذيب